# Guilherme VI de Montpellier
Guilherme VI de Montpellier (1102 - 1162) foi um nobre provençal e senhor feudal de Montpellier, sucedeu ao seu pai, Guilherme V de Montpellier, nos senhorios que este detinha na Provença.
Sucedeu seu pai em 1121, quando ainda menor de idade, sob tutela de sua mãe. Ele reprimiu uma revolta da burguesia em 1143 e participou em diversas campanhas militares da Reconquista peninsular, em 1134, e 1146 e 1147. 
Em 1147 participou na cruzada contra al-Maria e no ano seguinte, 1148 na cruzada contra Turtuixa.
Ele também aumentou o caráter público do senhorio de Montpellier e apoiou o crescimento de seu comércio.
Corria o ano de 1124 teve um confronto com Bernardo Melgor IV, que terminou em 1125 com a mediação do Papa Calisto II. 
Durante os anos 1128 e 1129 fez uma peregrinação à Terra Santa. De 1132 para 1134 com o conde de Toulouse lutaria pelo controle do território de Melgor.

## Relações familiares
Foi filho de Guilherme V de Montpellier e de Ermessenda de Melgor, filha de Pedro II de Melgueil. Casou com Sibila de Saluzzo, filha de Bonifácio del Vasto e de Alice de Sabóia, de quem teve:
1. Guilherme VII de Montpellier (c. 1130 Castelo de Gallargues, Montpellier — 1172) foi o 3º senhor de Montpellier, França[4] [5]. casado com Matilde de Borgonha.
2. Guilherme de Montpellier "o Novo", senhor de Tortosa.
3. Guiu Guerrejat